# Jonathan Montiel Caballero
Jonathan "Joni" Montiel Caballero (Madrid, 3 de setembre de 1998) és un futbolista espanyol que juga com a migcampista al Qarabağ.

## Trajectòria
El 20 de desembre de 2015 va esdevenir el jugador més jove a debutar amb el Rayo Vallecano en primera divisió, ho va fer en l'Estadi Santiago Bernabéu amb 17 anys i 108 dies. Va ser integrant del Rayo Vallecano Juvenil que va aconseguir el doblet, campionat del Grup 5 i de la Copa.
Més tard, va haver de fer les maletes i sortir primer cedit al CD Toledo, en el mercat hivernal de la temporada 2017-18, i després, jugaria en el Deportivo Fabril durant la temporada 2018-19, totes dues experiències en Segona B que li van fer madurar com a futbolista.
Després de tornar al conjunt vallecà, i aconseguir l'ascens a Primera Divisió en el curs 2020-21, va continuar jugant les següents temporades en la categoria de plata després de ser cedit al Real Oviedo i al Llevant U.E.